# Indywidualne Mistrzostwa Europy na Żużlu 2011
Indywidualne Mistrzostwa Europy na Żużlu 2011 – cykl zawodów żużlowych, mających wyłonić najlepszych zawodników indywidualnych mistrzostw Europy w sezonie 2011. W finale zwyciężył Rosjanin Grigorij Łaguta.

## Finał
- Równe (Mototrek), 24 września 2011

| Msc. | Zawodnik           | Kraj     | Pkt   |               |  |
| ---- | ------------------ | -------- | ----- | ------------- |  |
| 1    | Grigorij Łaguta    | Rosja    | 14 +3 | (3,3,2,3,3)   |  |
| 2    | Tomasz Gapiński    | Polska   | 14 +2 | (3,2,3,3,3)   |  |
| 3    | Aleš Dryml         | Czechy   | 12    | (1,3,2,3,3)   |  |
| 4    | Aleksandr Łoktajew | Ukraina  | 11    | (3,2,1,2,3)   |  |
| 5    | Andrij Karpow      | Ukraina  | 10    | (1,1,3,3,2)   |  |
| 6    | Denis Gizatullin   | Rosja    | 10    | (2,2,2,2,2)   |  |
| 7    | Robert Miśkowiak   | Polska   | 9     | (3,3,3,w,d)   |  |
| 8    | József Tabaka      | Węgry    | 7     | (2,0,2,1,2)   |  |
| 9    | Nicolai Klindt     | Dania    | 7     | (2,1,1,2,1)   |  |
| 10   | Renat Gafurow      | Rosja    | 6     | (2,1,3,d,–)   |  |
| 11   | Max Dilger         | Niemcy   | 6     | (1,3,1,0,1)   |  |
| 12   | Ricky Kling        | Szwecja  | 5     | (1,2,0,1,1)   |  |
| 13   | Norbert Magosi     | Węgry    | 3     | (0,d,0,2,1)   |  |
| 14   | Kiriłł Cukanow     | Ukraina  | 2     | (t,0,0,0,2)   |  |
| 15   | Michał Mitko       | Polska   | 2     | (0,1,1,u/–,–) |  |
| 16   | Aleksander Conda   | Słowenia | 1     | (d,0,0,1,0)   |  |

Bieg po biegu:
1. Miśkowiak, Tabaka, Kling, Cukanow (t)
2. Łoktajew, Gizatullin, Karpow, Magosi
3. Gapiński, Klindt, Dilger, Conda (d)
4. Łaguta, Gafurow, Dryml, Mitko
5. Dryml, Gizatullin, Klindt, Tabaka
6. Łaguta, Gapiński, Karpow, Cukanow
7. Miśkowiak, Łoktajew, Gafurow, Conda
8. Dilger, Kling, Mitko, Magosi (d)
9. Karpow, Tabaka, Mitko, Conda
10. Gafurow, Gizatullin, Dilger, Cukanow
11. Miśkowiak, Łaguta, Klindt, Magosi
12. Gapiński, Dryml, Łoktajew, Kling
13. Łaguta, Łoktajew, Tabaka, Dilger
14. Dryml, Magosi, Conda, Cukanow
15. Gapiński, Gizatullin, Mitko (u/ns), Miśkowiak (w/su)
16. Karpow, Klindt, Kling, Gafurow (d)
17. Gapiński, Tabaka, Magosi, Gafurow (ns)
18. Łoktajew, Cukanow, Klindt, Mitko (ns)
19. Dryml, Karpow, Dilger, Miśkowiak (d4)
20. Łaguta, Gizatullin, Kling, Conda
21. Bieg o złoty medal: Łaguta, Gapiński